# 方志友
方志友（1990年12月30日—），台灣女演員，天主教徒。新北市私立崇光女子高級中學畢業，天主教輔仁大學義大利語文學系肄業。
2007年參加中視第二屆《超級星光大道》獲得第19名。經紀約屬金星娛樂音樂部，作品多以廣告、戲劇、電影為主，少部份為校園演唱活動。2014年於台視電視劇《愛上兩個我》演出李歡歡角色，該部戲也結識同劇組演員楊銘威進而交往，同年底也在三立都會台電視劇《我的寶貝四千金》擔綱主演黎小溪角色。
2015年入選FHM男人幫2015百大美女票選第22名。2015年4月10日與演員楊銘威登記結婚，同年剖腹產下長女。2017年剖腹產下長子。2019年12月28日於台大體育館舉辦個人首場生日音樂會「NEXT ME」。
2020年於TVBS歡樂台電視劇《粉紅色時光》首次擔綱演出電視劇女主角趙以桐。2023年以電影《本日公休》中飾演周佳玲角色，獲得第60屆金馬獎『最佳女配角』，也是繼星光二班的李千娜和林柏宏後，第三位從《超級星光大道》比賽選手畢業後獲得金馬獎的星光幫演員。
2023年於八大戲劇台電視劇《有生之年》飾演莊秀綾角色，並在2024年入圍第59屆金鐘獎『戲劇節目女配角獎』。

## 音樂作品

### 單曲
- 2007年：《你的甜蜜》- 收錄於星光二班數位專輯
- 2016年：《你呀》- 方志友寫給長女Mia的創作歌曲
- 2017年：《雙雙對對》- 收錄於阿沁《畢卡索的謊言》專輯
- 2019年：《天使元年》- 電視劇〈天堂的微笑〉插曲

## 影視作品

### 電視劇 / 網路劇
| 首播   | 播出頻道               | 劇名                   | 角色             | 備註 |
| 2009年 | 大愛電視台             | 下課後的青春           | 賈美麗           |      |
| 2009年 | 華視                   | 熊貓人                 | 護士             | 客串 |
| 2011年 | 八大綜合台、民視       | 旋風管家               | 美希             |      |
| 2011年 | 華視                   | 拜金女王               | 家豪1號女友      |      |
| 2011年 | 中視                   | 料理情人夢             | 阿嬌             |      |
| 2011年 | 八大綜合台、民視       | 華麗的挑戰             | 費梨花的搭檔     |      |
| 2011年 | 痞客邦                 | 萌的或然率             | 大澤由美         |      |
| 2012年 | 迪士尼頻道             | 課間好時光一年二班     | 狄迪             |      |
| 2012年 | 公視                   | 愛情來了，請打卡       | 范克雨           |      |
| 2012年 | 壹電視綜合台           | 小站                   | 咪咪             |      |
| 2013年 | 台視                   | 逆光青春               | 曹安潔           |      |
| 2013年 | 中天綜合台             | PMAM                   | 焦恩恩           |      |
| 2013年 | TVBS歡樂台、中視       | 媽，親一下             | 林郁萱           |      |
| 2014年 | 台視                   | 神仙·老師·狗           | 任盈盈           |      |
| 2014年 | 三立都會台、台視       | 愛上兩個我             | 李歡歡           |      |
| 2014年 | 三立都會台             | 我的寶貝四千金         | 黎小溪           |      |
| 2016年 | 台視、東森綜合台       | 必勝練習生             | 姜翊舒           |      |
| 2016年 | 酷瞧                   | 愛呀午休時刻2-存錢計畫 | 白小薇           |      |
| 2017年 | TVBS歡樂台、公視       | 酸甜之味               | 羅寶如           |      |
| 2017年 | 愛奇藝、KKTV           | 紅色氣球               | 方若蘭           |      |
| 2019年 | TVBS歡樂台             | 天堂的微笑             | 楊令悠           |      |
| 2019年 | Netflix                | 極道千金               | 女演員           |      |
| 2020年 | 華視、公視台語台       | 若是一個人             | 新同事           | 客串 |
| 2020年 | TVBS歡樂台             | 粉紅色時光             | 趙以桐           | 主角 |
| 2021年 | 八大戲劇台、衛視中文台 | 她們創業的那些鳥事     | 舒靈             | 客串 |
| 2021年 | TVBS歡樂台             | 女力報到－愛情公寓     | 姚雅荃           |      |
| 2021年 | TVBS歡樂台             | 女力報到－男人止步2    | 姚雅荃           |      |
| 2021年 | TVBS歡樂台             | 女力報到－愛的故事     | 姚雅荃           | 客串 |
| 2023年 | 八大戲劇台、Netflix    | 有生之年               | 莊秀綾           |      |
| 2024年 | 三立都會台             | 省省吧！我家富貴發     | 可芳             | 配角 |
| 2024年 | 八大戲劇台、Hami Video | 妳是我的姐妹           | 李愛珠（年少時） | 配角 |
| 2025年 | TVBS歡樂台             | 舊金山美容院           | 江之璐           | 主角 |

### 電視電影
| 年份   | 播出頻道   | 片名       | 角色          | 性質   | 備註 |
| 2013年 | 緯來電影台 | 黑道上錯身 | 惜惜          | 女配角 |      |
| 2015年 | 公視       | 早安，青春 | 晴美          | 女主角 |      |
| 2016年 | 衛視電影台 | 鮮肉老爸   | 布丁          | 女配角 |      |
| 2017年 | 公視       | 十女       | 李欣怡        | 女主角 |      |
| 2018年 | 緯來電影台 | 噬膽72     | 留美娜 林珮君 | 女主角 |      |

### 電影
| 年份   | 片名                     | 角色       | 性質   | 導演   |
| 2011年 | 不一樣的月光             | 小茹       | 女主角 | 陳潔瑤 |
| 2011年 | 那些年我們一起追的女孩   | 高中生     | 客串   | 九把刀 |
| 2012年 | 女孩壞壞                 | 小米       | 女配角 | 翁靖廷 |
| 2022年 | 我吃了那男孩一整年的早餐 | 福利社姐姐 | 客串   | 杜政哲 |
| 2023年 | 我的婆婆怎麼把OO搞丟了   | 被搭訕女子 | 女配角 | 鄧安寧 |
| 2023年 | 本日公休                 | 周佳玲     | 女配角 | 傅天余 |
| 2025年 | 命中註定那頭鵝           | 月鵝媽     | 女配角 | 楊宥瑜 |
| 2025年 | 宿                       |            | 女主角 | 彭發   |
| 2026年 | 面試特攻隊               | 仲有       | 女配角 | 何亮瑜 |

### 電視節目
| 年份                   | 頻道                   | 節目名                   | 備註               |
| 2022年7月16日、7月23日 | TVBS歡樂台、臺灣電視台 | 《來吧！營業中》         | 來賓               |
| 2023年3月11日          | TVBS歡樂台、臺灣電視台 | 《來吧！營業中第2季》    | 來賓               |
| 2023年6月10日- 6月24日 | 東森綜合台             | 《花甲少年趣旅行》第四季 | 台南 ,實境節目成員 |

### 音乐录影带(MV)演出
- 2010年：何維健《当我知道你们相爱》
- 2010年：何維健《變化》
- 2014年：劉偉德《Tell Me Why》
- 2017年：阿沁+方志友《雙雙對對》

## 劇場作品

### 音樂劇 / 舞台劇
| 年份   | 劇名                                    | 角色   |
| 2020年 | NTSO×故事工廠《妖怪臺灣》原創魔幻音樂劇 | 陳曉瑤 |
| 2022年 | 故事工廠《一個公務員的意外死亡》        | 林佩璇 |

## 配音作品

### 動畫配音
| 年份   | 片名                             | 角色   | 性質   | 導演       | 備註               |
| 2024年 | 窗邊的小荳荳                     | 黑柳朝 | 女配角 | 八鍬新之介 | 電影動畫中文版配音 |
| 2024年 | 屁屁偵探：再見親愛的夥伴，屁屁啊 | 水仙   | 女配角 | 瀨藤健嗣   | 電影動畫中文版配音 |

## 主持作品

### 頒獎典禮
| 年份   | 典禮名稱     | 性質   | 頻道    | 備註     |
| 2024年 | 第46屆金穗獎 | 主持人 | MyVideo | 個人主持 |

## 選秀節目

#### 第二屆超級星光大道歌唱選秀比賽
| 集數 | 首播日期   | 主題             | 演唱歌曲         | 原唱者   | 分數 | 結果 | 備註                            |
| 02   | 2007/07/27 | 百人淘汰賽(下)   | 《我多麼羨慕你》 | 江美琪   | 15分 | 過關 |                                 |
| 03   | 2007/08/03 | 音樂故事指定賽   | 《你的甜蜜》     | 范曉萱   | 17分 | 過關 |                                 |
| 04   | 2007/08/10 | 拿手歌曲PK賽(上) | 《月光》         | 王心凌   | 13分 | 失敗 | 敗丁衣凡(14分) 評審留下名額救回 |
| 06   | 2007/08/24 | 雙人合唱決定賽   | 《傻瓜與野丫頭》 | 小S&張宇 | 15分 | 過關 | 與賴銘偉合唱                    |
| 07   | 2007/08/31 | 我的出生年代歌曲 | 《追得過一切》   | 蘇慧倫   | 15分 | 過關 |                                 |
| 08   | 2007/09/07 | 我的主打歌       | 《眼淚》         | 范曉萱   | 13分 | 失敗 | 淘汰，名次為第19名。            |

## 公益活動
- 2008年：創世基金會《RUN TO LOVE》路跑活動
- 2014年：老人福利推動聯盟《守護天使》
- 2015年：台灣防癌協會、屈臣氏《守護幸福，寶貝自己》
- 2016年：兒福聯盟《助我長大，幫我找家》
- 2016年：伊甸基金會《一塊捐伊甸，伴遲緩兒駛向未來》
- 2017年-2018年 安麗希望工場慈善基金會《小夢想，大志氣》
- 2018年：兒福聯盟《兒童節幸福感調查暨親子動FUN園遊會》
- 2019年：伊甸基金會《愛孩童幸福節》

## 獎項紀錄
| 年份   | 頒獎典禮     | 獎項             | 作品         | 角色   | 結果 |
| ------ | ------------ | ---------------- | ------------ | ------ | ---- |
| 2023年 | 第60屆金馬獎 | 最佳女配角       | 《本日公休》 | 周佳玲 | 獲獎 |
| 2024年 | 第59屆金鐘獎 | 戲劇節目女配角獎 | 《有生之年》 | 莊秀綾 | 提名 |

## 外部連結
- TVBS 頂尖事務所 - 方志友 （页面存档备份，存于）
- 方志友Beatrice Fang的Facebook專頁
- 方志友的新浪微博
- 方志友的Instagram帳戶